# Le salamandre
Pour les articles homonymes, voir La Salamandre.
Pour plus de détails, voir Fiche technique et Distribution.
Le salamandre (littéralement « Les salamandres ») est un film dramatique érotique italien réalisé par Alberto Cavallone et sorti en 1969.

## Synopsis
La photographe Ursula et le mannequin Uta se rendent à Tunis pour passer leurs vacances d'été. Poussées par une envie irrépressible, elles se livrent à une liaison saphique enflammée.
Au cours de leur séjour, le couple fait la connaissance d'Henri Duval, un homme aux manières chic et radicales. Ce dernier tombe amoureux d'Uta et est prêt à tout pour conquérir le mannequin.

## Fiche technique
- Titre original : Le salamandre[1]
- Réalisation : Alberto Cavallone
- Scénario : Alberto Cavallone et Guido Leoni
- Décors : Claudio Giambanco
- Photographie : Maurizio Centini
- Montage : Mario Salvatore
- Musique : Franco Potenza (it)
- Production : Carlo Maietto (it)
- Société de production : Vega Star
- Pays de production :  Italie
- Langue originale : italien
- Format : couleur (Eastmancolor)  - 35 mm - Son mono
- Genre : drame érotique
- Durée : 82 minutes
- Dates de sortie : 
  - Italie : 26 février 1969

## Distribution
- Erna Schürer : Ursula
- Beryl Cunningham : Uta
- Antonio Casale : Henri Duval
- Tony Carrell
- Michelle Stamp
- Walter Fabrizio

## Production
Le film est conçu en 1968 par Carlo Maietto (it) et Alberto Cavallone, qui en sont tous deux à leur première expérience cinématographique.
La plupart des scènes extérieures sont tournées en Tunisie. Le scénario est rédigé quotidiennement et subit de nombreuses modifications.
Antonio Casale, en plus de jouer dans le film, assiste Cavallone en tant qu'assistant réalisateur.

## Sortie
À l'origine, le long métrage doit s'intituler C'era una bionda. Le nom est ensuite modifié par la société de distribution.
Le salamandre sort dans les salles italiennes le 3 mai 1969. L'avant-première a lieu à Rome le 26 février de la même année. Monica Vitti, Michelangelo Antonioni et Luchino Visconti assistent à la représentation.
Il n'existe actuellement pas de VHS/DVD. La seule copie existante est conservée à la Cinémathèque nationale italienne.